# Lijst van personen overleden in mei 2025
Dit is een lijst van bekende personen die zijn overleden in mei 2025.

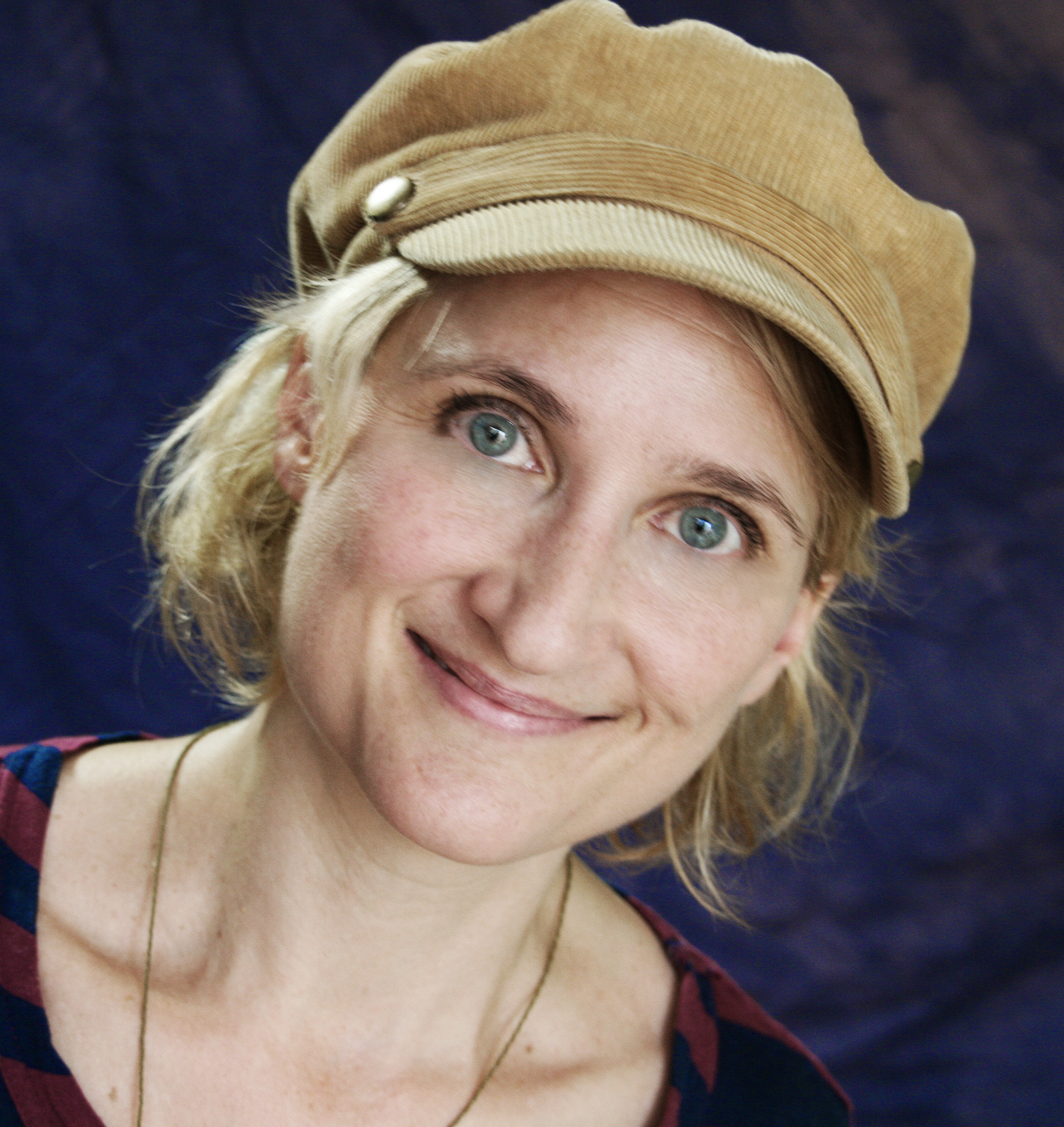
Jill Sobule
1 mei

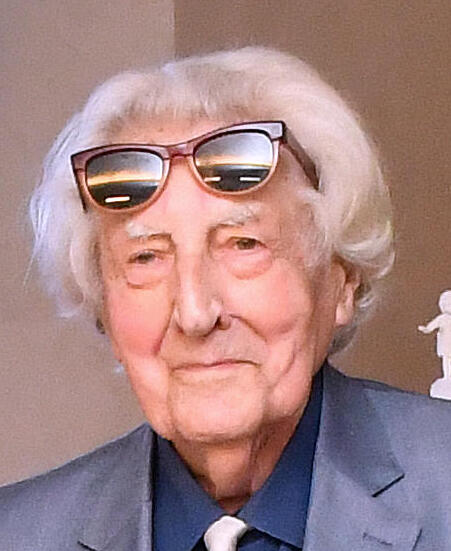
Paul Van Hoeydonck
3 mei

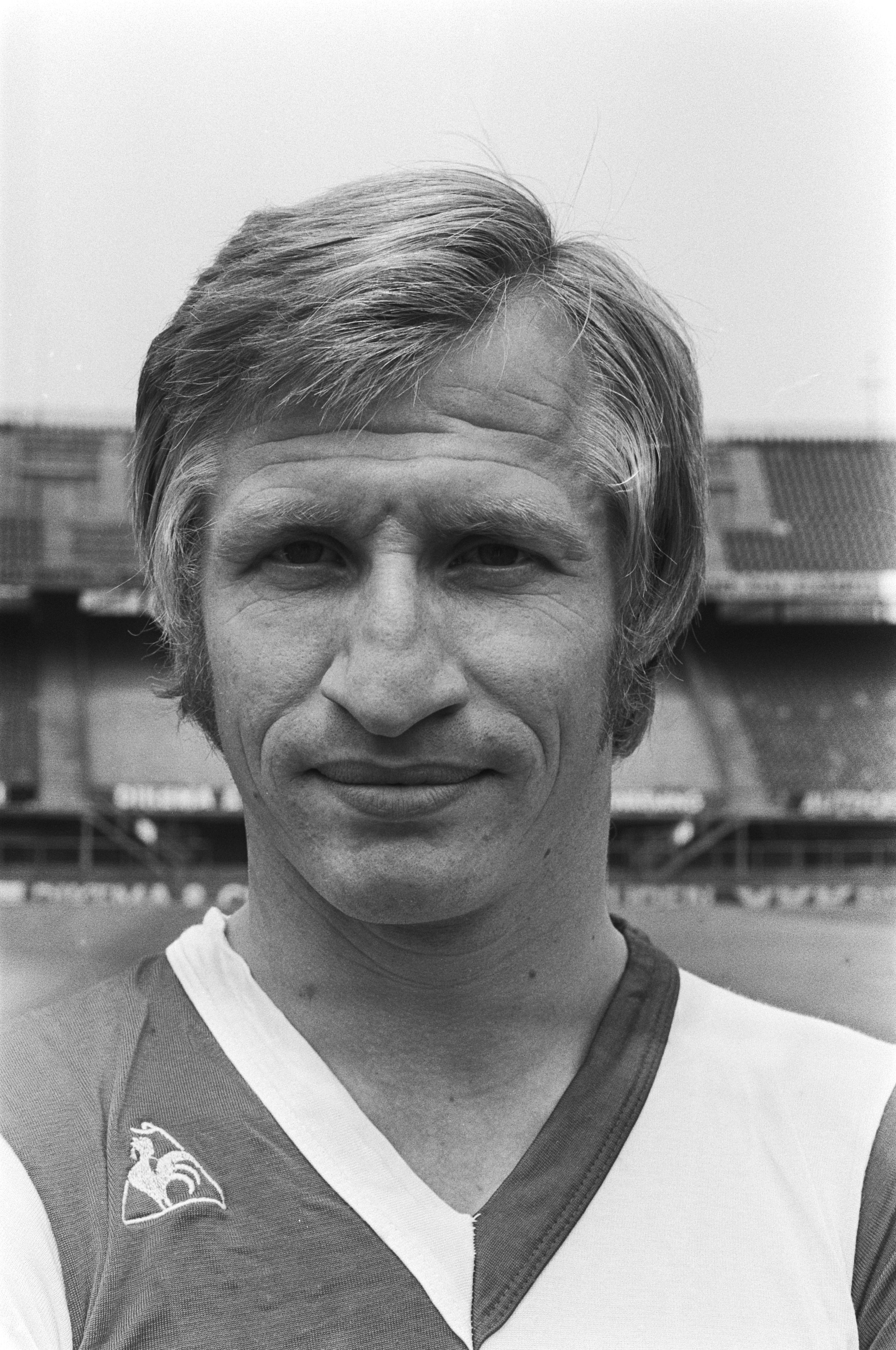
Joop van Daele
7 mei

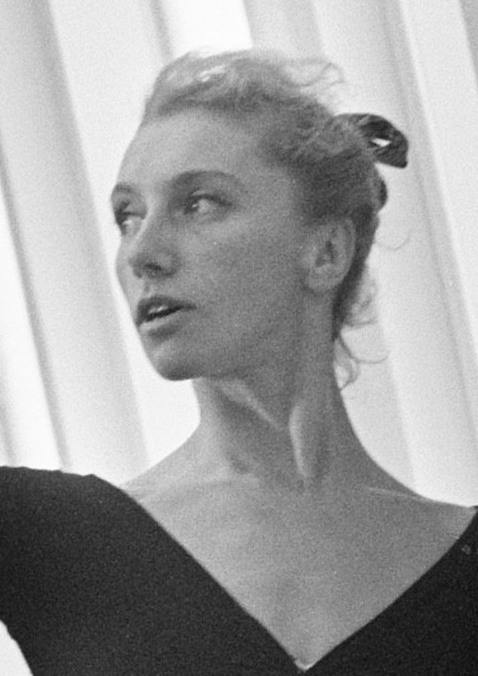
Alla Osipenko
12 mei

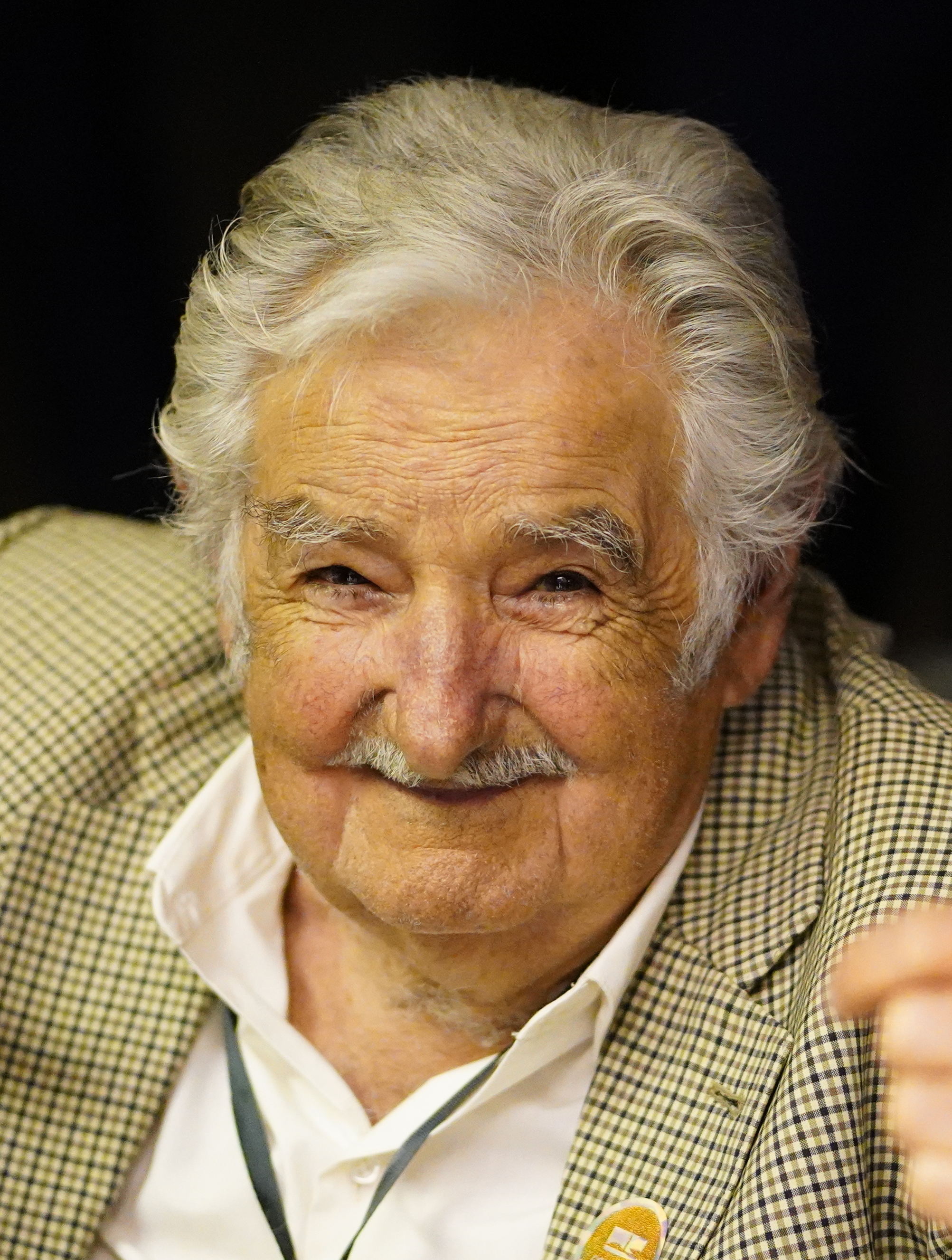
José Mujica
13 mei

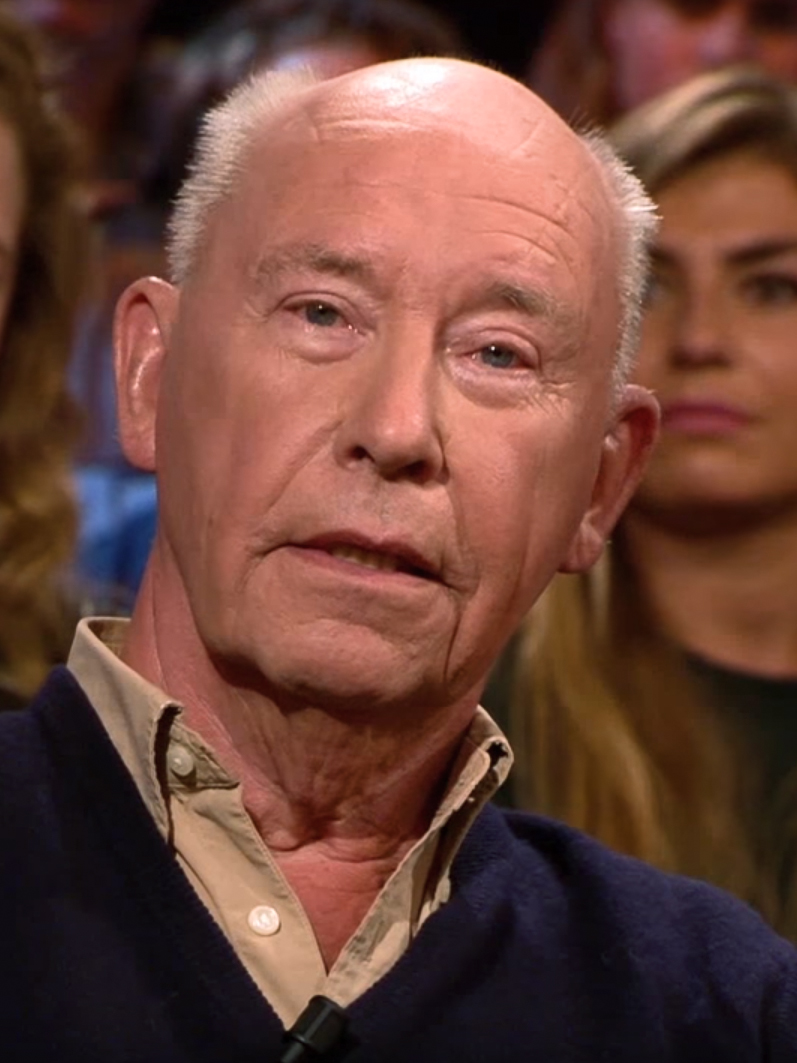
Gerard Soeteman
16 mei

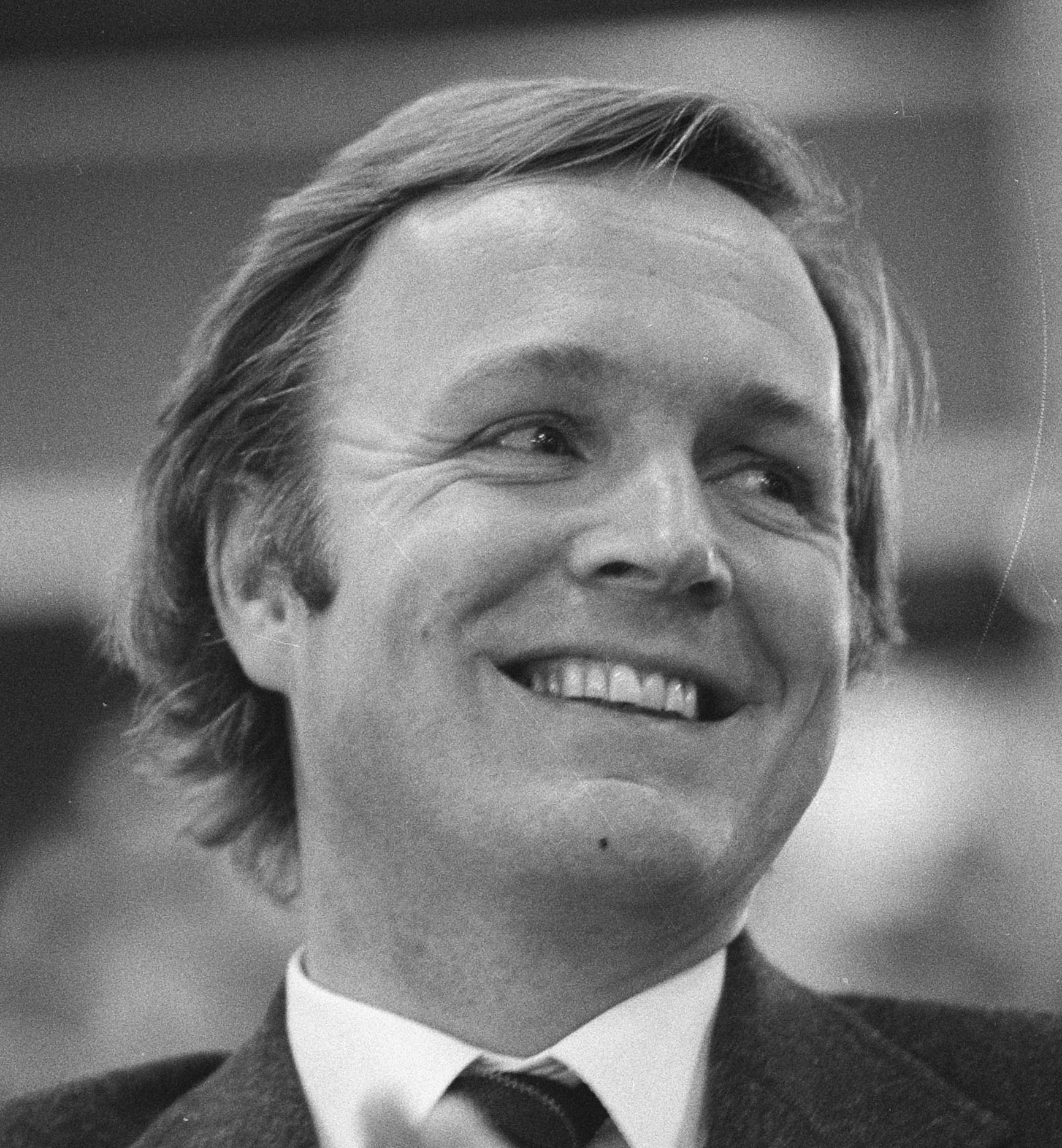
Jan Terlouw
16 mei

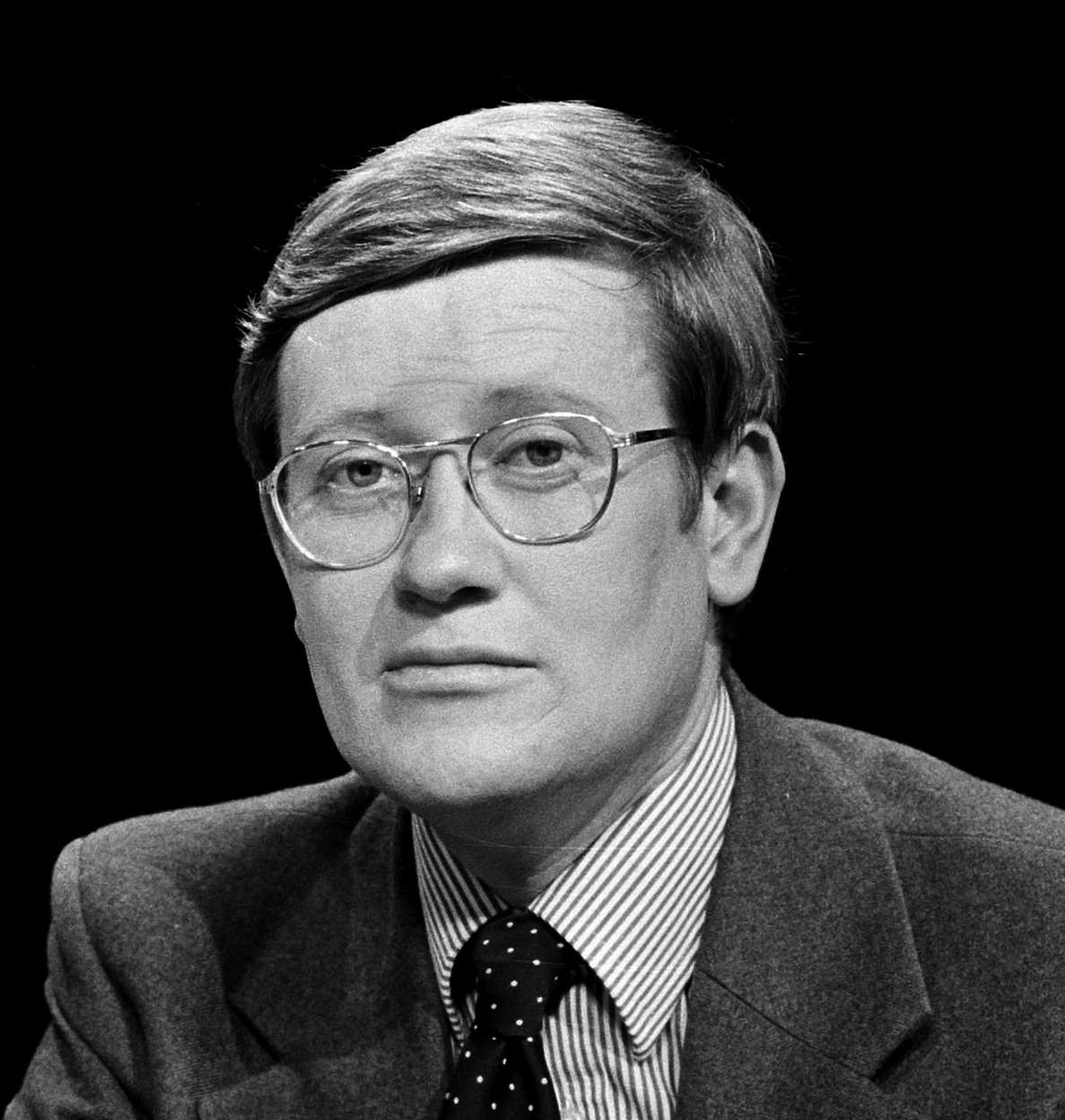
Hans Wiegel
19 mei

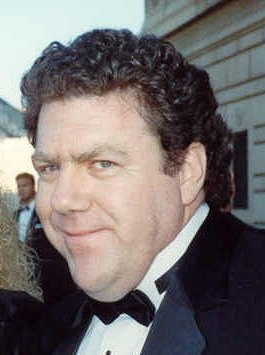
George Wendt
20 mei

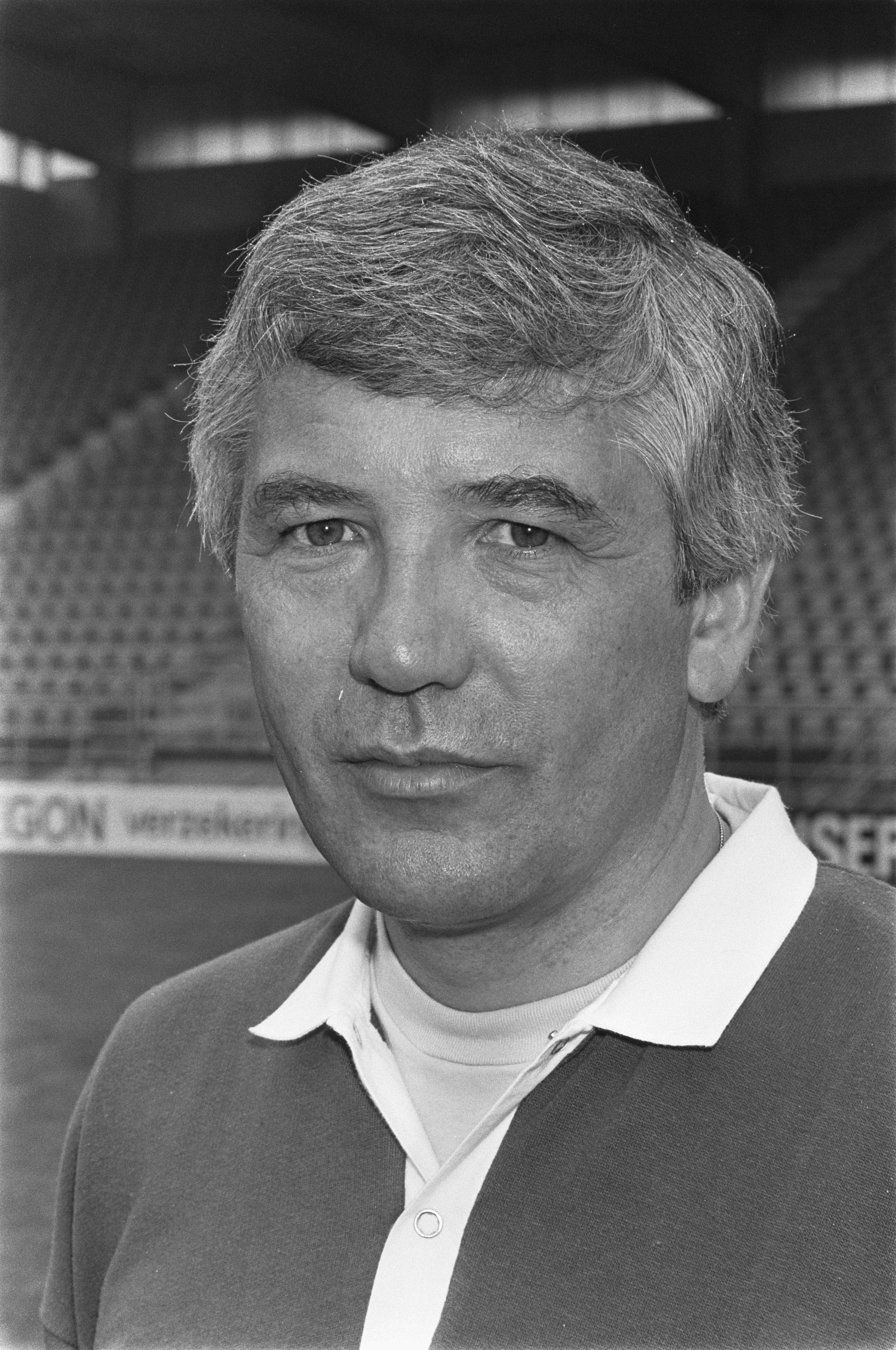
Nol de Ruiter
21 mei

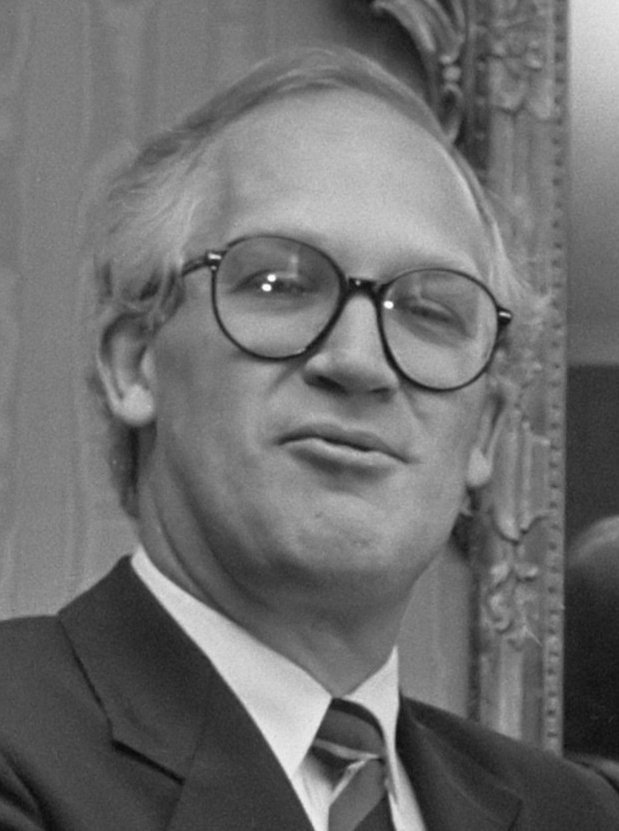
Cor Boonstra
24 mei

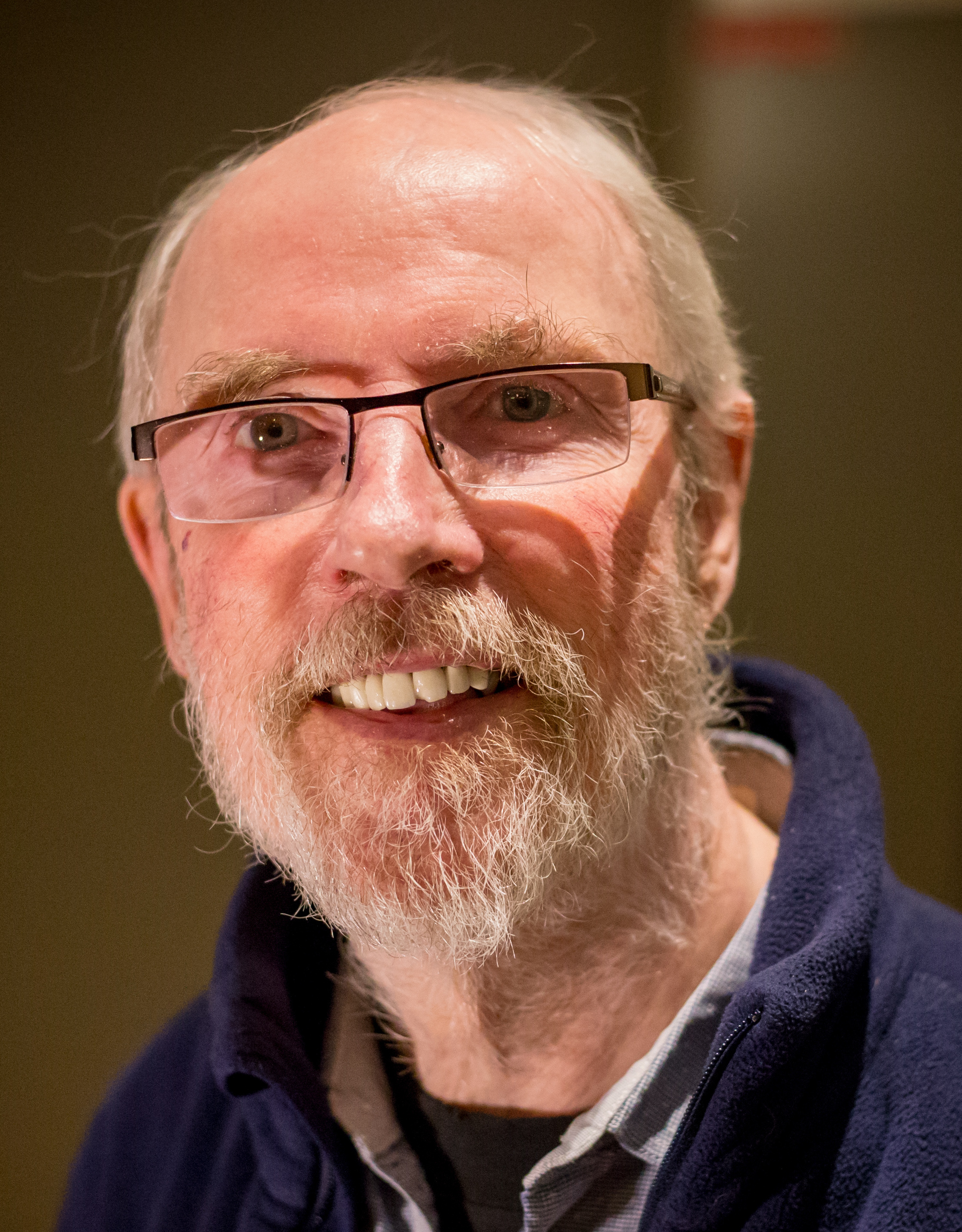
Co Hoedeman
26 mei

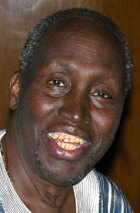
Ngũgĩ wa Thiong'o
28 mei

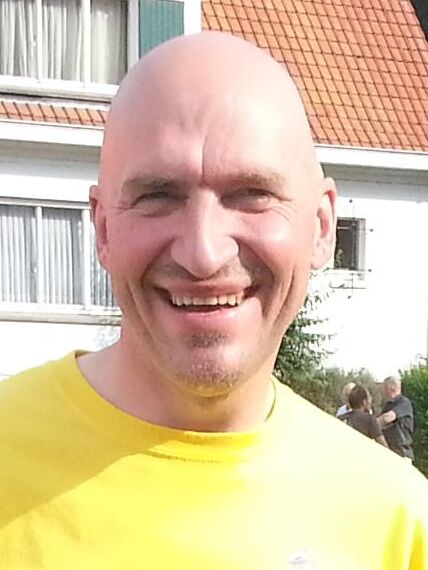
Ludo Dierckxsens
29 mei

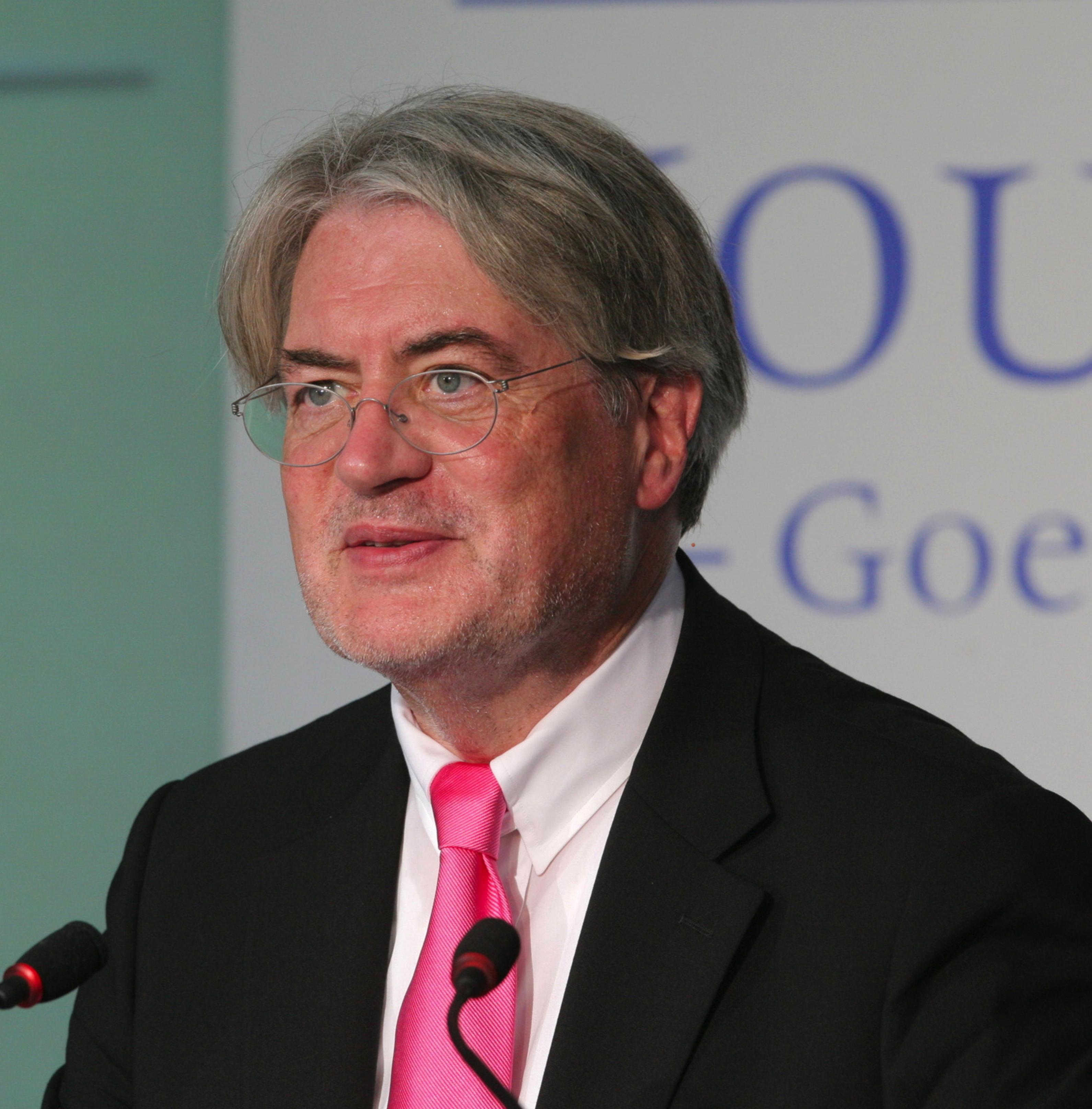
Paul-Bernd Spahn
30 mei

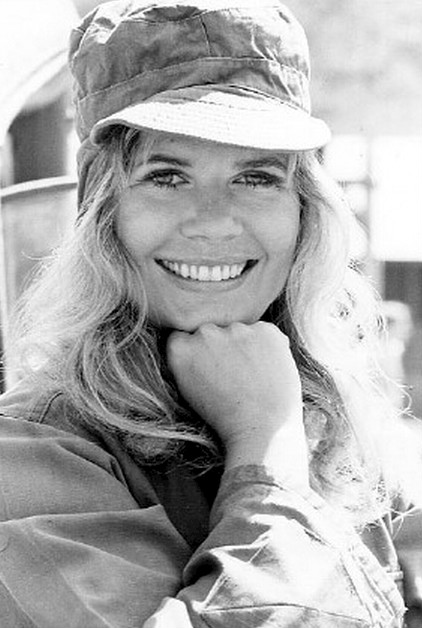
Loretta Swit
30 mei

| 1 | 2 | 3 | 4 | 5 | 6 | 7 | 8 | 9 | 10 | 11 | 12 | 13 | 14 | 15 | 16 | 17 | 18 | 19 | 20 | 21 | 22 | 23 | 24 | 25 | 26 | 27 | 28 | 29 | 30 | 31 |
| - | - | - | - | - | - | - | - | - | -- | -- | -- | -- | -- | -- | -- | -- | -- | -- | -- | -- | -- | -- | -- | -- | -- | -- | -- | -- | -- | -- |

### 1 mei
- Tania Marie Caringi (38), Amerikaans-Italiaans fotomodel[1]
- Charley Scalies (84), Amerikaans acteur[2]
- Jill Sobule (66), Amerikaans singer-songwriter[3]
- Tashi Wangdi (78), Tibetaans  politicus en diplomaat[4]

### 2 mei
- Pierre Audi (67), Frans-Libanees opera- en theaterregisseur[5]
- Fidel Herrera Beltrán (76), Mexicaans politicus[6]
- George Ryan (91), Amerikaans politicus[7]

### 3 mei
- Paul Van Hoeydonck (99), Belgisch beeldend kunstenaar[8]

### 4 mei
- Jan Bakker (100), Nederlands kunstenaar[9]
- André Foucher (91), Frans wielrenner[10]
- Jochen Mass (78), Duits autocoureur[11]
- Peter McParland (91), Brits voetballer[12]
- Petros Molyviatis (96), Grieks diplomaat en politicus[13]
- Annie Vriezen (90), Nederlands textielkunstenares[14]
- Ursula Winnington (96), Duits kookboekschrijfster[15]

### 5 mei
- Luis Galván (77), Argentijns voetballer[16]
- Katinka Keus (84), Nederlands costumière en restauratrice van antieke boeken[17]
- Giuseppe Moioli (97), Italiaans roeier[18]
- Joan O’Brien (89), Amerikaans actrice[19]

### 6 mei
- Wouter Buikhuisen (91), Nederlands criminoloog[20]
- Clem Burke (70), Amerikaans muzikant[21]
- James Foley (71), Amerikaans filmregisseur[22]
- Kaqusha Jashari (78), Kosovaars-Albanees politica[23]
- Piet Knarren (76), Nederlands trompettist[24]
- Barry B. Longyear (82), Amerikaans sciencefiction- en scenarioschrijver[25]
- Enrico Paolini (80), Italiaans wielrenner[26]

### 7 mei
- Joe Don Baker (89), Amerikaans acteur[27]
- Joop van Daele (77), Nederlands voetballer[28]
- Cleopa Msuya (94), Tanzaniaans politicus[29]

### 8 mei
- Milou Dekker (33), Nederlands basketbalster[30]
- Alphonso Lingis (91), Amerikaans filosoof[31]
- David Souter (85), Amerikaans jurist[32]
- Johan Steevens (55), Nederlands muzikant[33]
- Qiu Xigui (89), Chinees historicus en paleograaf[34]

### 9 mei
- Margot Friedländer (103), Duits Holocaustoverlevende[35]

### 10 mei
- Koyo Kouoh (58), Kameroens-Zwitsers museumconservatrice[36]

### 11 mei
- Robert Benton (92), Amerikaans filmregisseur[37]
- Terry Brunk (60), Amerikaans professioneel worstelaar[38]
- Aidan Chambers (90), Brits schrijver[39]
- Leila Negra (Marie Nejar) (95), Duits schlagerzangeres en actrice[40]

### 12 mei
- Vlastimil Hort (81), Tsjechisch-Duits schaker[41]
- Alla Osipenko (92), Russisch balletdanseres[42]
- Gerard Schipper (76), Nederlands wielrenner[43]

### 13 mei
- Kit Bond (86), Amerikaans politicus[44]
- Hugo Danckaert (91), Belgisch acteur en regisseur[45]
- Richard Garwin (97), Amerikaans natuurkundige[46]
- Valeria Marquez (23), Mexicaans model, zakenvrouw en content creator[47]
- José Mujica (89), Uruguayaans politicus[48]

### 14 mei
- Chufo Lloréns (José Llorens Cervera) (94), Spaans schrijver[49]
- Fadéla M'rabet (90), Algerijns schrijfster[50]

### 15 mei
- Luigi Alva (98), Peruviaans tenor[51]
- Junior Byles (Kenneth Byles Junior) (77), Jamaicaans reggaezanger[52]
- Natalja Sjykolenko (60), Wit-Russisch atlete[53]
- Charles Strouse (96), Amerikaans componist en tekstschrijver[54]
- Frans Verpoorten jr. (76), Nederlands fotograaf[55]

### 16 mei
- Brian Glanville (93), Brits sportjournalist[56]
- Peter Lax (99), Hongaars-Amerikaans wiskundige[57]
- Tineke Nusink (74), Nederlands beeldhouwster en schilderes[58]
- Jadwiga Rappé (73), Pools operazangeres[59]
- Gerard Soeteman (88), Nederlands scenarioschrijver[60]
- Jan Terlouw (93), Nederlands politicus, natuurkundige en schrijver[61]

### 17 mei
- Werenoi (Jérémy Bana Owona) (31), Frans rapper[62]

### 18 mei
- Wendela Gevers Deynoot (77), Nederlands beeldhouwer[63]

### 19 mei
- Joeri Grigorovitsj (98), Russisch choreograaf[64]
- Kathleen Hughes (96), Amerikaans actrice[65]
- Jonathan Paredes (36), Colombiaans wielrenner[66]
- Hans Wiegel (83), Nederlands politicus[67]
- Lam de Wolf (76), Nederlands kunstenaar[68]

### 20 mei
- Nino Benvenuti (87), Italiaans bokser en acteur[69]
- Francisco de Borbón y Escasany (81), Spaans zakenman[70]
- Joan Harrison (89),  Zuid-Afrikaans zwemster[71]
- Gadi Kinda (31), Israëlisch voetballer[72]
- Trần Đức Lương (88), Vietnamees politicus[73]
- Michael B. Tretow (80), Zweeds muziekproducent[74]
- George Wendt (76), Amerikaans acteur[75]

### 21 mei
- Alasdair MacIntyre (96), Brits filosoof[76]
- John Marshall (72), Amerikaans jazztrompettist[77]
- Nol de Ruiter (85), Nederlands voetballer en voetbaltrainer[78]

### 22 mei
- Buddy Hall (79), Amerikaans poolbiljarter[79]
- Guy Klucevsek (78), Amerikaans accordeonist en componist[80]
- Alfredo Palacio (86), Ecuadoraans politicus[81]

### 23 mei
- Pieter Biesboer (81), Nederlands kunsthistoricus[82]
- Lillian Boutté (75), Amerikaans jazzzangeres[83]
- Barbara Ferris (85), Brits actrice[84]
- Roel de Graaff (41), Nederlands voetballer[85]
- Sebastião Salgado (81), Braziliaans fotograaf[86]
- Frits Verbrugghe (91), Belgisch zijspan-crosser[87][88]

### 24 mei
- Cor Boonstra (87), Nederlands bestuurder[89]
- Susan Brownmiller (90), Amerikaans feministisch journaliste, schrijfster en activiste[90]
- Jaap Ellerbroek (86), Nederlands voetbalbestuurder[91]
- Kiril Ivkov (78), Bulgaars voetballer en voetbalcoach[92]
- Marcel Ophüls (97), Duits-Amerikaans filmregisseur en documentairemaker[93]
- Lili Rademakers (95), Nederlands regisseuse[94]
- Alan Yentob (78), Brits kunstjournalist en documentairemaker[95]

### 25 mei
- Simon House (76), Brits toetsenist en violist[96]
- Mike Sumler (71), Amerikaans zanger[97]

### 26 mei
- Rick Derringer (Ricky Dean Zehringer) (77), Amerikaans zanger en gitarist[98]
- Co Hoedeman (84), Nederlands-Canadees filmmaker[99]
- Chris Morel (79), Belgisch politicus[100]
- Charles Rangel (96), Amerikaans politicus[101]
- Ellen Seeling (75), Amerikaans jazztrompettist[102]

### 27 mei
- Freddie Aguilar (72), Filipijns muzikant en zanger[103]
- Ed Gale (61), Amerikaans acteur[104]
- Peter Kwong (73), Amerikaans acteur[105]
- Claudio Michelotto (82), Italiaans wielrenner[106]
- Jean Tiberi (90), Frans politicus[107]
- Juan Ramón Verón (81),  Argentijns voetballer[108]

### 28 mei
- Al Foster (82), Amerikaans jazzdrummer[109]
- Muhammad Siad Hersi (76), Somalisch militair[110]
- Marijke Linthorst (73), Nederlands politica[111]
- Per Nørgård (92), Deens componist en muziekpedagoog[112]
- Izak Salomons (86), Nederlands architect[113]
- George E. Smith (95), Amerikaans wetenschapper en Nobelprijswinnaar[114]
- Ngũgĩ wa Thiong'o (James Ngugi) (87), Keniaans schrijver[115]

### 29 mei
- Alf Clausen (84), Amerikaans film- en televisiecomponist[116]
- Ludo Dierckxsens (60), Belgisch wielrenner[117]
- Susann McDonald (90), Amerikaans harpiste en muziekpedagoge[118]
- François Smet (85), Belgisch politicus[119]
- Lambert Veenendaal (87), Nederlands diplomaat en hoveling[120]

### 30 mei
- Etienne Emile Baulieu (98), Frans wetenschapper[121]
- Prentis Hancock (83), Brits acteur[122]
- Masaru Imada (93), Japans pianist en componist[123]
- Valerie Mahaffey (71), Amerikaans actrice[124]
- Paul-Bernd Spahn (85), Duits fiscalist en hoogleraar[125]
- Loretta Swit (87), Amerikaans actrice[126]
- Fernando Venâncio (80), Portugees-Nederlands schrijver en academicus[127]
- Mirjam de Veth (72), Nederlands auteur, vertaalster en beeldend kunstenares[128]
- Renée Victor (86), Amerikaans actrice[129]
- Karel Wakker (81), Nederlands hoogleraar en ruimtevaartkundige[130]

### 31 mei
- Stanley Fischer (81), Amerikaans econoom en bankier[131]
- Nannie Kuiper (86), Nederlands kinderboekenschrijfster[132]
- Ernesto Pellegrini (84), Italiaans zakenman en voetbalclubeigenaar[133]

januari · februari · maart · april · mei · juni · juli · augustus
1900 ·
1901 ·
1902 ·
1903 ·
1904 ·
1905 ·
1906 ·
1907 ·
1908 ·
1909 ·
1910 ·
1911 ·
1912 ·
1913 ·
1914 ·
1915 ·
1916 ·
1917 ·
1918 ·
1919 ·
1920 ·
1921 ·
1922 ·
1923 ·
1924 ·
1925 ·
1926 ·
1927 ·
1928 ·
1929 ·
1930 ·
1931 ·
1932 ·
1933 ·
1934 ·
1935 ·
1936 ·
1937 ·
1938 ·
1939 ·
1940 ·
1941 ·
1942 ·
1943 ·
1944 ·
1945 ·
1946 ·
1947 ·
1948 ·
1949 ·
1950 ·
1951 ·
1952 ·
1953 ·
1954 ·
1955 ·
1956 ·
1957 ·
1958 ·
1959 ·
1960 ·
1961 ·
1962 ·
1963 ·
1964 ·
1965 ·
1966 ·
1967 ·
1968 ·
1969 ·
1970 ·
1971 ·
1972 ·
1973 ·
1974 ·
1975 ·
1976 ·
1977 ·
1978 ·
1979 ·
1980 ·
1981 ·
1982 ·
1983 ·
1984 ·
1985 ·
1986 ·
1987 ·
1988 ·
1989 ·
1990 ·
1991 ·
1992 ·
1993 ·
1994 ·
1995 ·
1996 ·
1997 ·
1998 ·
1999 ·
2000 ·
2001 ·
2002 ·
2003 ·
2004 ·
2005 ·
2006 ·
2007 ·
2008 ·
2009 ·
2010 ·
2011 ·
2012 ·
2013 ·
2014 ·
2015 ·
2016 ·
2017 ·
2018 ·
2019 ·
2020 ·
2021 ·
2022 ·
2023 ·
2024 ·
2025